# شون ديلاني
شون ديلاني (بالإنجليزية: Sean Delaney)‏ هو موسيقي وكاتب أغاني أمريكي، ولد في 8 يناير 1945 في تمبي في الولايات المتحدة، وتوفي في 13 أبريل 2003 في يوتا في الولايات المتحدة.

## وصلات خارجية
- شون ديلاني على موقع ميوزك برينز (الإنجليزية)
- شون ديلاني على موقع أول ميوزيك (الإنجليزية)
- شون ديلاني على موقع ديسكوغز (الإنجليزية)